# Admeto (poeta)
Admeto (grego: Αδμητος) foi um poeta grego, o qual viveu no início do século II. Apenas uma linha de sua autoria foi preservada por Luciano.

## referências
1. ↑  Demonax, 44
2. ↑  Brunck, Anal. iii. p. 21
3. ↑  Mason, Charles Peter. «Dictionary of Greek and Roman Biography and Mythology». Consultado em 17 de agosto de 2009. Arquivado do original em 1 de julho de 2009 (em inglês)